# آلهاندرا آوالوس
آلهاندرا آوالوس (اسپانیایی: Alejandra Ávalos‎؛ زاده: آلهاندرا مارگاریتا آوالوس رودریگز (اسپانیایی: Alejandra Margarita Ávalos Rodríguez‎) در ۱۷ اکتبر ۱۹۶۸ در مکزیکوسیتی، دیستریتو فدرال، مکزیک) یک هنرمند خواننده، ترانه‌سرا، بازیگر، مدل، رقصنده، مجری تلویزیون، نیکوکار، کارآفرین و تولیدکننده اهل مکزیک است.

## زندگی
اوالوس در ۱۷ اکتبر ۱۹۶۸ در مکزیکو سیتی متولد شد او بزرگترین فرزند کارلوس ماریو اوالوس و یک مدل دهه ۱۹۶۰ به‌نام سولانو و نینفا مارگاریتا رودریگز بود. اوالوس به‌عنوان یک کاتولیک تربیت شد. او یک برادر بزرگتر به‌نام خوزه آلبرتو اوالوس دارد. پدر وی معمار، مقام دولتی و نویسنده بود که در سال ۲۰۱۶ در سن ۸۴ سالگی درگذشت.
اوالوس در دانشگاه ایبرو-آمریکایی (Universidad IberoAmericana) تحصیل کرد و مدرک لیسانس ارتباطات را اخذ نمود. در ۱۹ ژوئیه ۱۹۹۶ اوالوس اولین دختر خود را به دنیا آورد و یک مرخصی یک ساله برای مراقبت از فرزندش گرفت. دختر او مدل ایتالیایی-مکزیکی والنتینا بناگلیو در چندین مجله مد است.

### حرفه‌ای
اوالوس فعالیت خود را در سال ۱۹۸۰ با شرکت در مسابقه موسیقی La Voz del Heraldo آغاز کرد. از سال ۱۹۸۴ اوالوس نقش‌های اصلی از جمله صحنه‌های نمایش تئاتر نمایش راکی هارور و Jesus Christ Superstar را به‌دست‌آورد. او در آن زمان به عنوان مجری تلویزیون در تله ویسا شروع به‌کار کرد. موفقیت آوالوس در سال ۱۹۸۶ با اولین نقش اصلی او در تلویزیون در سریال موفق El padre Gallo آغاز شد، رسانه‌ها از اوالوس به عنوان «ستاره جوان جدید» یاد کردند.